# Platysenta punctirena
Platysenta punctirena är en fjärilsart som beskrevs av Walker 1857. Platysenta punctirena ingår i släktet Platysenta och familjen nattflyn. Inga underarter finns listade i Catalogue of Life.